# Praying
Praying è un singolo della cantautrice statunitense Kesha, il primo estratto dal terzo album in studio Rainbow e pubblicato il 6 luglio 2017.

## Antefatti
Da luglio a ottobre 2016, Kesha ha intrapreso il suo terzo tour mondiale, Kesha and the Creepies: Fuck the World Tour, dove ha eseguito varie cover di canzoni e diverse rielaborazioni rock e country del suo materiale. Durante questo periodo, la cantante ha scritto più canzoni per quello che sarebbe diventato il suo terzo album in studio Rainbow. Il produttore Ryan Lewis ha iniziato a lavorare sul testo e sulla produzione di Praying mentre era in tour, più di un anno prima della sua uscita. Sentiva che la ballata sarebbe stata adatta ad un artista femminile e sua moglie gli suggeriva che Kesha avrebbe dovuto cantarla. Successivamente Lewis ha contatto la direzione della cantante e Kesha in seguito ha accettato l'offerta a causa della sua passione per il suo lavoro con Macklemore, in particolare ammirando come la loro discografia fosse caratterizzata da un mix di canzoni "divertenti" e politicamente progressiste. Lewis ha avuto una "idea approssimativa" per la canzone e l’ha incoraggiata a fare tutto ciò che voleva in pista.  Quando ha cantato in un registro di fischio, lei lo ha sorpreso; Lewis in seguito ha detto che era uno dei suoi momenti preferiti in uno studio.  Praying è stato completato due giorni dopo che Kesha ha iniziato a lavorarci. Lewis ha detto che le sue ambizioni nello scrivere la canzone erano di mostrare la potenza vocale della cantante e rappresentarla come una persona e alla fine ha sentito di aver centrato entrambi gli obbiettivi.

## Descrizione
Praying è una ballata pop piano scritto da Kesha, Ryan Lewis, Ben Abraham e Andrew Joslyn che presenta elementi gospel e soul. La canzone è stata prodotta da Lewis. Caroline Framke di Vox ha ritenuto che la traccia fosse un distacco dalle canzoni da party per cui la cantante era diventata famosa. La produzione della canzone è minimal, con Kesha unita a violini, viole, archi, celli, cori e tamburi "distanti". Dan Weiss di Billboard ha ritenuto che l'arrangiamento di Praying fosse "fuori moda" e ha detto che la canzone non è musica contemporanea. Il ritornello di Praying presenta Kesha che canta "Spero che tu sia da qualche parte pregando, pregando / spero che la tua anima stia cambiando, cambiando / spero tu trovi la tua pace in ginocchio, pregando". Il ritornello è stato descritto come "slanciato ma semplice" da Spencer Kornhaber di The Atlantic, seguendo la scia di Beautiful di Christina Aguilera e Til It Happens to You di Lady Gaga.
Secondo Kesha, Praying significa "sperare che tutti, anche chi ti ferisce, possa guarire". La canzone si rivolge a un tormentatore con i testi: "Hai portato le fiamme e mi hai fatto passare l'inferno / ho dovuto imparare a lottare per me stesso / e entrambi sappiamo tutta la verità che potrei dire / dirò solo questo: ti auguro un addio."  Kornhaber di The Atlantic ha ritenuto che il messaggio della traccia fosse "ama i tuoi nemici", sottolineando inoltre che Kesha non emanava invulnerabilità in Praying come faceva in alcune delle sue canzoni precedenti, come Dinosaur. Allo stesso modo, Eve Barlow di Variety ha detto che Kesha "possiede un notevole livello di empatia e comprensione". Viceversa, Jillian Mapes di Pitchfork sentiva che i sentimenti della canzone erano simili a "dire alla persona che ha rovinato la tua vita di prendersi cura quando intendi in realtà fan*ulo", mentre Weiss di Billboard ha interpretato la canzone come una "minaccia codificata che Kesha non starà più a tacere". Secondo Tatiana Cirisano della stessa pubblicazione, "Mentre il ritornello punta alla riconciliazione con un ascoltatore senza nome... c'è ancora un guizzo di rabbia nelle parole della cantante, come nelle parole '... Quando avrò finito, non conosceranno nemmeno il tuo nome' ".
The Guardian, The Atlantic, MTV UK e Complex hanno tutti pensato che la canzone parlasse di Dr. Luke, il produttore che Kesha ha accusato di averla aggredito sessualmente e di averla violentata emotivamente in una causa, anche se la canzone non menziona mai Dr. Luke direttamente. Kornhaber ha sentito che i testi di apertura della canzone - "Mi hai quasi preso in giro / Mi hai detto che non ero niente senza di te" - ricorda l'accusa della cantante che il Dr. Luke le ha detto: "Non sei così carina, non sei così talentuoso, tu sei solo fortunata ad avermi.... Non sei niente senza di me." Weiss di Billboard ha trovato la traccia simile a You Oughta Know di Alanis Morissette, che aveva autorizzato le donne abusate ad accusare i loro aggressori, A Torch, una canzone su una vendicativa vittima di stupro dall'album di Sarge The Glass Intact, e Russian Roulette di Rihanna, che tratta dell'assalto della cantante per mano di Chris Brown.
Kesha ha detto che la canzone mette in risalto la sua voce come non mai. Mapes di Pitchfork ha dichiarato che la sua voce è meno digitalmente modificata rispetto alle sue vecchie canzoni. Ai tre minuti inoltrati, pratica note simili a quelle di Mariah Carey. Weiss di Billboard ha paragonato la nota alta della canzone a quella di Demi Lovato in Skyscraper e quella di Sia in Alive.

## Accoglienza
Praying è stato accolto con l’acclamo universale dai critici musicali, che lo hanno considerato un distacco positivo dal lavoro passato di Kesha e dalla sua immagine pubblica, e lo hanno definito un grande ritorno. Maria Sherman di Complex ha pensato che la traccia fosse "più decisa della musica che ha reso Kesha famosa. Coloro che cercano di fare musica pop con vera risonanza dovrebbero prestare attenzione a questa canzone, e qualunque cosa faccia Kesha dopo. Hugh McIntyre di Forbes ha descritto Praying molto importante, aggiungendo che Kesha non avrà problemi a collezionare molti nuovi fan mentre entra in questa fase successiva della sua carriera." Issy Sampson di The Guardian ha notato che la canzone è per la cantante come Fighter è per Aguilera. Jon Pareles di The New York Times ha descritto Praying come "un missile perfettamente mirato di vendetta e rebooting della carriera". Daniel Welsh di HuffPost ha scritto che si trattava di una "ballata autorizzante e ossessiva" che "potrebbe essere una sorpresa per gli ascoltatori più casuali di Kesha", che sono forse “più abituati a sentire le sue canzoni scintillanti su feste e divertimenti." Secondo Matthew Rozsa di Salon, "Praying sarà probabilmente ricordato come il momento in cui Ke$ha è diventata Kesha - che è, quando la sua immagine sovrapproducibile di una ragazza di festa si è trasformata in quella di un'arma sentimentale”. Caroline Framke di Vox ha detto che "mentre Kesha abbraccia il suo dolore e la sua rabbia, la canzone diventa qualcosa di molto più intenso e bizzarro e pieno di speranza - qualcosa che sembra molto più simile a Kesha stessa."
Anche la voce di Kesha e le emozioni che trasmette sono state elogiate dai recensori.  Eve Barlow di Variety ha commentato che la canzone sarebbe stata "sufficiente per indurre la pelle d'oca anche ai più duri." Weiss di Billboard ha parlato in modo simile della traccia, dicendo: "Sarebbe difficile anche per il più grande agnostico del pop non essere senza parole per Praying." In un articolo separato di Billboard, Gil Kaufman ha ritenuto che la canzone fosse "pura estasi per i tuoi auricolari". Raisa Bruner di Time l’ha chiamato "potentemente emotivo ", aggiungendo che "quando esplode in un impeccabile tono di fischietto, sigilla praticamente l'accordo: questa nuova Kesha è più forte che mai, sia come artista che, apparentemente, come umana." The Atlantic l’ha lodata per essere "profondamente emozionante" e ha detto che "la voce di Kesha è potente qui - e più capace di quanto la gente possa aspettarsi". William Ferrer del Seattle Times ha detto che Praying era "un must-chilling da ascoltare", scrivendo che "siamo a un solo singolo in Rainbow ... e sono già sicuro che il suo disco sarà uno dei migliori dell’anno”. Secondo Sampson di The Guardian, Praying è "una ballata d'ispirazione che batte il petto, che calpesta il piede e la voce di Kesha è meglio che mai.... ed è buona abbastanza per farti perdonare per Timber." Jillian Mapes di Pitchfork ha detto che la canzone è "una potente dichiarazione di resilienza, anche se la familiare melodia del piano della canzone risultante è relativamente tiepida."  Ha favorevolmente paragonato la canzone a quelle di Adele e Florence Welch. Althea Legaspi e Elias Leight di Rolling Stone hanno definito la traccia "trionfante" e "edificante", mentre Patrick Hosken di MTV l’hanno considerata "quasi come un'anima che non si ottiene". Tom Breihan di Stereogum ha detti che la canzone è "grandiosa ed espansiva". The Singles Jukebox ha considerato Praying come la miglior canzone del 2017, scrivendo: "La musica annuisce in un dramma su larga scala ma, piuttosto che far suonare eco il tamburo e il pianoforte nello spazio, i tonfi restano vicino all'orecchio, come se Kesha stia cantando al suo cuore”. Ai Grammy Awards 2018, è stata nominata come Best Pop Solo Performance.

## Successo commerciale
La canzone ha debuttato alla quarta posizione della Billboard Bubbling Under Hot 100, con un solo giorno di vendite. Nel suo primo giorno, ha venduto 17,738 copie negli Stati Uniti. Ha debuttato nella Billboard Hot 100 alla venticinquesima posizione, per poi scendere alla quarantesima la settimana successiva. In seguito al rilascio dell’album, ha raggiunto un nuovo picco alla ventiduesima posizione.
Nella settimana del 7 agosto la canzone ha raggiunto la sesta posizione nella classifica australiana e la seconda in quella digitale, diventando la decima top 10 della cantante nella prima.

## Video musicale
Il videoclip del brano, diretto dal regista svedese Jonas Åkerlund, è stato pubblicato su Vevo il 6 luglio 2017.
Girato tra la colorata montagna artificiale Salvation Mountain e il Lago Salton, negli Stati Uniti, ha ottenuto consensi positivi da parte della critica specializzata; Billboard, ad esempio, lo ha elogiato per essere «il lavoro più serio ed emozionante che Kesha ha finora realizzato».

## Tracce
1. Praying – 3:50 (Kesha Sebert, Ryan Lewis, Ben Abraham)

## Classifiche
| Classifica (2017) | Posizione massima |
| ----------------- | ----------------- |
| Australia         | 6                 |
| Austria           | 68                |
| Belgio (Fiandre)  | 19                |
| Canada            | 11                |
| Francia           | 75                |
| Irlanda           | 23                |
| Nuova Zelanda     | 37                |
| Paesi Bassi       | 104               |
| Regno Unito       | 26                |
| Repubblica Ceca   | 50                |
| Slovacchia        | 49                |
| Spagna            | 30                |
| Stati Uniti       | 22                |
| Svezia            | 77                |
| Svizzera          | 64                |
| Ungheria          | 13                |